# Stanley Kunitz

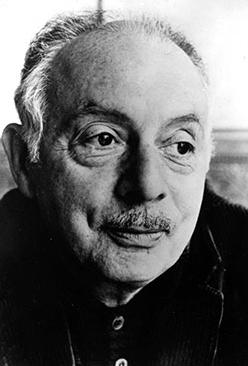
Stanley Kunitz

Stanley Jasspon Kunitz (* 29. Juli 1905 in Worcester, Massachusetts; † 14. Mai 2006 in New York City, New York) war ein viel beachteter US-amerikanischer Lyriker. Er war von 1974 bis 1976 und 2000 bis 2001 der Poet Laureate der Library of Congress.

## Leben
Sechs Wochen vor seiner Geburt beging sein Vater Selbstmord in einem öffentlichen Park. Dieses Ereignis prägte ihn, was auch in seinen späteren Gedichten zum Ausdruck kommt. Bereits während der Schulzeit entdeckte Kunitz seine Begeisterung für Lyrik, vor allem durch die Werke von Robert Herrick, William Butler Yeats, und William Blake, die auch seine späteren Arbeiten beeinflussten. Nach der Schulzeit erhielt er ein Stipendium der Harvard University, wo er 1926 sein Studium mit summa cum laude abschloss und von der Universität mit der Garrison Medal for Poetry ausgezeichnet wurde. Er zog anschließend nach New York und arbeitete als Redakteur bei der H. W. Wilson Company für das Wilson Library Bulletin. 1930 veröffentlichte er sein erstes Buch Intellectual Things, welches zunächst jedoch kaum Beachtung fand. Obwohl er Kriegsdienstverweigerer war, diente er während des Zweiten Weltkriegs als Kriegsberichterstatter im Rang eines Staff Sergeant in der US-Armee. Die Eindrücke des Kriegs veröffentlichte er 1944 in seinem Buch Passport to the War.
Die Arbeiten von Kunitz finden große Beachtung und gelten als tiefgründig. Hinter der Symbolik seiner Werke vermuten einige den Einfluss der Arbeiten von Carl Gustav Jung. Er erhielt zahlreiche Auszeichnungen, darunter 1959 den Pulitzer-Preis in der Kategorie Lyrik für sein Werk Selected Poems, 1928–1958 und 1995 den National Book Award für Passing Through, The Later Poems, New and Selected. 1963 wurde er in die American Academy of Arts and Letters gewählt. Bis kurz vor seinem Tod veröffentlichte er weitere Werke, zuletzt The Wild Braid: A Poet Reflects on a Century in the Garden im Jahr 2005. Er wird allgemein als einer der besten und einflussreichsten amerikanischen Lyriker des 20. Jahrhunderts angesehen.
Kunitz war dreimal verheiratet, zuletzt mit der Malerin Elise Asher, und hat eine Tochter aus zweiter Ehe. Er starb 2006 im Alter von 100 Jahren an den Folgen einer Lungenentzündung.

## Bibliographie
- Intellectual Things (1930)
- Passport to the War (1944)
- Selected Poems, 1928–1958 (1958)
- The Testing-Tree (1971)
- The Poems of Stanley Kunitz (1928–1978) (1978)
- Next-to-Last Things: New Poems and Essays (1985)
- Passing Through, The Later Poems, New and Selected (1995)
- The Collected Poems of Stanley Kunitz (2000)
- The Wild Braid: A Poet Reflects on a Century in the Garden (2005)

## Vertonung
- Stefan Hippe: wild with love (1997) für Gesang, Flöte, Schlagzeug und Akkordeon. UA 21. November 2001 Nürnberg (mit Irene Kurka [Sopran])